# Argyrodes tenuis infumatus
Argyrodes tenuis là một phân loài nhện trong họ Theridiidae.
Loài này thuộc chi Argyrodes. Argyrodes tenuis infumatus được Tord Tamerlan Teodor Thorell miêu tả năm 1878.